# Mik & Mak
Mik & Mak is een Nederlandse televisieserie die door de VARA werd uitgezonden in de jaren 1962 en  1963. De verhalen werden geschreven door Wim Meuldijk. De hoofdrollen werden gespeeld door Donald Jones (Mik) en Ger Smit (Mak).
Mik en Mak zijn twee zwervers die tijdelijk inwonen bij de grootmoeder van Mak, Oma Tingeling. Oma Tingeling woont in een huisje dat op het Kruispunt van de Vier Windstreken staat en regelmatig waaien er allerlei vreemde figuren de tuin van het huisje binnen. Het land waar Oma Tingeling woont ligt ver weg aan de andere kant van de wereld. Uitzendingen van Mik & Mak zijn dan ook alleen mogelijk als de 'Vertelstar', een soort satelliet, Nederland kan bereiken. Elke uitzending wordt dan ook ingeleid door deze Vertelstar (een verwijzing naar de toen pas gelanceerde Telstar, een satelliet voor televisie-uitzendingen). Precies om 17:00 uur staat de satelliet in de juiste stand om beelden te ontvangen. Elke aflevering beleven Mik en Mak weer de gekste avonturen met de gestrande bezoekers en steeds is er de buurman van Oma Tingeling, meneer Humdrum. Humdrum wil graag het huisje van Oma kopen, omdat hij erg geïnteresseerd is in wat de wind allemaal over de schutting blaast. Maar met behulp van Mik en Mak weet Oma de buurman van haar huisje weg te houden. Steevast eindigen de afleveringen ook met meneer Humdrum die woedend uitroept: ‘Weer niet, grrr!’. Hij is dan zo woedend dat hij dingen stuk wil maken. Eerst breekt hij zijn sigaar doormidden. Oma Tingeling geeft hem daarna aanmaakhoutjes aan, die hij in zijn woede allemaal in tweeën breekt, wat natuurlijk precies de bedoeling was.
Meuldijk schreef de serie als afwisseling van zijn successerie Pipo de Clown. Na vijftien afleveringen was het echter genoeg en stortte hij zich weer op de avonturen van de clown. In de laatste aflevering van Mik en Mak doken Pipo en Mammaloe op en ging Mik met Pipo mee. In de serie ‘Pipo en de Waterlanders’ was Mik dan ook van de partij.

## Rolverdeling
- Mik - Donald Jones
- Mak - Ger Smit
- Oma Tingeling - Magda Janssens
- Meneer Humdrum - Jan Apon